# 基姆納塔
50°5′7″N 25°31′35″E / 50.08528°N 25.52639°E

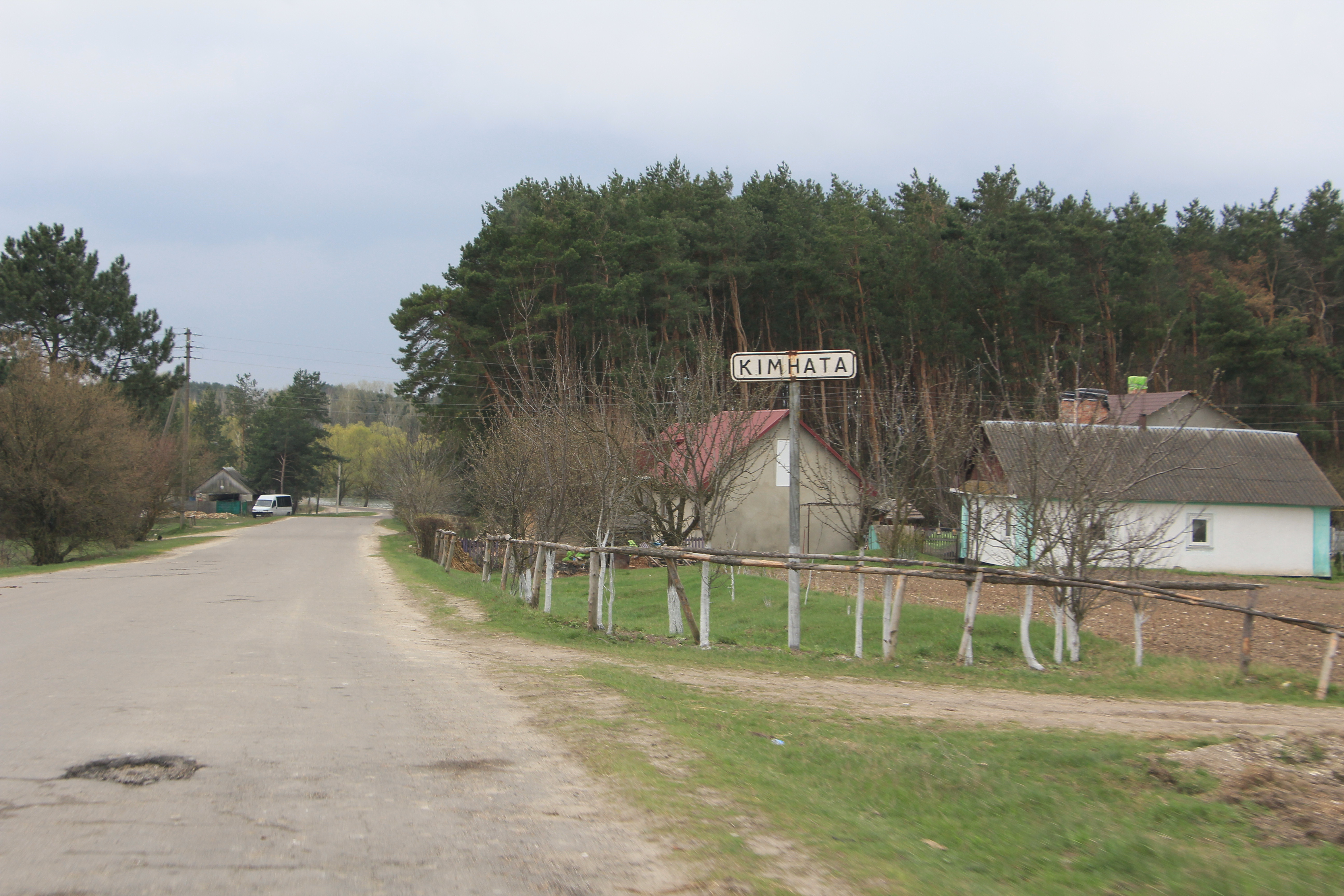

基姆納塔（烏克蘭語：Кімната），是烏克蘭的村落，位於該國西部捷爾諾波爾州，由克列梅涅茨區負責管轄，始建於1565年，面積1.91平方公里，2001年人口1,052，人口密度每平方公里457.6人。